# Neptis syxosa
Neptis syxosa är en fjärilsart som beskrevs av Hans Fruhstorfer 1908. Neptis syxosa ingår i släktet Neptis och familjen praktfjärilar. Inga underarter finns listade i Catalogue of Life.